# Anke Plättner
Anke Plättner (* 1963 in Lank-Latum) ist eine deutsche Fernsehjournalistin. Bekannt ist sie vor allem für die Moderation der Berliner Phoenix Runde. Plättner leitete diese politische Diskussionssendung im Wechsel mit Gaby Dietzen von 2004 bis Ende 2009 und erneut seit September 2015.

## Leben und beruflicher Werdegang
Anke Plättner wuchs in Linz am Rhein auf. Nach einem Studium an der Hochschule für Journalistik in Utrecht arbeitete sie ab 1987 für den Deutschlandfunk sowie zahlreiche niederländische Medien. Ab 1989 war sie beim WDR in verschiedenen Funktionen tätig und moderierte unter anderem das Kulturmagazin Linie K, das Europamagazin und die Aktuelle Stunde. Nachdem sie drei Jahre lang das ARD-Magazin Länderzeit aktuell moderiert hatte und ab 2002 als Redakteurin beim Nachrichten- und Dokumentationskanal phoenix in Berlin tätig gewesen war, war sie von 2010 bis 2013 WDR-Korrespondentin in der deutschen Hauptstadt.
Seit Januar 2013 arbeitet Anke Plättner als freiberufliche Journalistin, Moderatorin und Medientrainerin. Sie moderiert die WDR-Fernsehsendung eins zu eins aus Berlin und führt regelmäßig politische Interviews für das ARD-Morgenmagazin. Seit September 2015 moderiert sie die Talkshow Phoenix Runde.
Plättner spricht fließend niederländisch.

## Preise und Auszeichnungen
- Am 19. November 2015 erhielt sie die Auszeichnung „Ridder in de Orde van Oranje-Nassau“. Die Ernennung erfolgte durch Beschluss von König Willem-Alexander vom 6. Oktober 2015.[2]

## Mitgliedschaften und Funktionen
- Geschäftsführerin der Internationale Journalistenprogramme IJP e. V.[3]
- 2005–2015: Ehrenamtliche Leitung des Journalisten-Stipendiums für die Niederlande der internationalen Journalistenprogramme IJP e. V.
- Young Leader der Atlantik-Brücke e. V.
- Fördermitglied Aktion Sühnezeichen e. V.
- Mitglied des Beirates „Zeitschrift für Politikberatung“
- Mitglied des Vorstandes „Die Kinder von Perm“ e. V. zur Förderung krebskranker Kinder
- Arthur F. Burns Fellowship (1993).[4]